# Sacré Charlemagne
Pour les articles homonymes, voir Sacré Charlemagne (homonymie).
Singles
Christiansen
(1964) Poupée de cire, poupée de son
(1965)
Clip vidéo
[vidéo] « France Gall - Sacré Charlemagne (1964) », sur YouTube
Sacré Charlemagne est une chanson interprétée par France Gall, composée par Georges Liferman et écrite par Robert Gall, sortie en 1964 , elle se classe à la 3e place des ventes en France, mais également no 5 en Turquie, no 7 en Belgique et no 20 en Espagne.

## Genèse
Robert Gall, le père de France Gall, l'a écrite en repensant au jour où il l'avait grondée parce qu'elle avait écrit « Vive Charlemagne ! » dans l'ascenseur de leur immeuble.
« Teppaz et Coca-Cola, on danse le twist et le madison lorsqu'une voix sucrée surgie des brumes vient sussurer Ne sois pas si bête avant d'entreprendre, un beau matin, de chambrer ce Sacré Charlemagne qui a eu "cette idée folle un jour d'inventer l'école." En cette époque haletante des succès foudroyants et des stars météores, cet hymne jailli tout droit de la cour de récré sera aussitôt entonné par des armées de collégiens. France Gall est lancée. Elle a seize à peine,! »

## Témoignage
Bernard de Bosson, ex-président-directeur général de la maison de disques Warner Music France et producteur, se souvient de sa découverte de France Gall lorsque, adolescent, il l'entendit dans les années 1960 : « J'ai entendu un jour Sacré Charlemagne, j'ai dit : "mais c'est qui cette chanteuse de jazz ?" C'était une chanteuse de jazz. Elle avait un sens du rythme, de la mesure, de la mélodie. […] J'ai toujours considéré que c'était une chanteuse de jazz extraordinaire. […] Je m'étais toujours juré, si un jour j'avais l'occasion de faire quelque chose avec elle au niveau enregistrement, je le ferais. Donc cela s'est fait naturellement ». 

## Postérité
En 2009, les élèves de la classe CE1/CE2 du pôle scolaire Mon Idéede la commune d’Auvillers-les-Forges (Ardennes) proposent de baptiser la voie qui passe devant leur école « rue du Sacré Charlemagne ». Leur proposition est validée par le conseil municipal et l'inauguration a lieu le 27 juin 2009. À la suite du courrier adressé à la mairie par Georges Liferman, compositeur de la chanson, qui, à l'orée de ses quatre-vingt-dix ans, souhaiterait poser devant la plaque de rue, son vœu est exaucé. C'est en compagnie du maire, des conseillers municipaux, des enseignants et des élèves que Georges Liferman (en compagnie de son épouse) pose le 9 janvier 2012 devant la plaque de rue du Sacré Charlemagne. L'événement a été immortalisé par une photo du groupe.

## Reprises
En 2004, elle est reprise par Obdurate, un groupe punk rock originaire de Tourcoing. Elle sert de générique à l'émission télévisée Le Pensionnat de Chavagnes, Le Pensionnat de Sarlat et dans Retour au Pensionnat (ou cette dernière est remixée) 
Elle a été chantée dans l'émission Club Dorothée par Dorothée, Lio, Emmanuelle, Valli et Alain Decaux, invité à l'occasion. Le tout dans une mise en scène et un décor de salle de classe.

## Classement dans le monde
| Classement (1964)                       | Meilleure place |
| --------------------------------------- | --------------- |
| Belgique (Wallonie Ultratop 50 Singles) | 4               |

| Classement (2018) | Meilleure place |
| ----------------- | --------------- |
| France (SNEP)     | 174             |

## Erreurs historiques

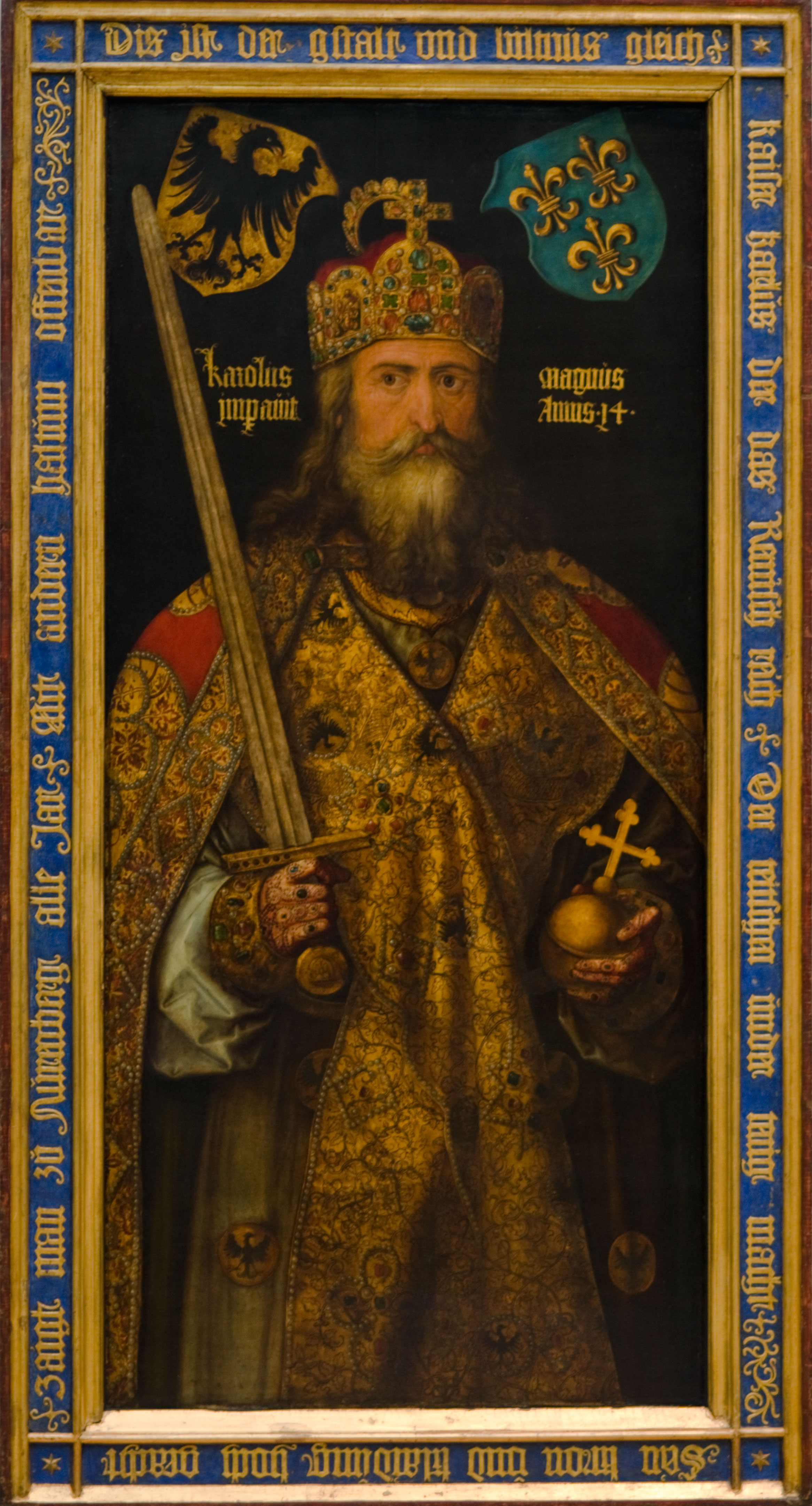
Charlemagne imaginé vers 1511-1513 par le peintre Albrecht Dürer.

La chanson n'a évidemment pas la prétention d'être sérieuse vis-à-vis de Charlemagne ou de l'histoire et évoque le programme et les matières écoliers contemporains à la sortie de la chanson, ce que Charlemagne n'aurait jamais pu planifier. Cependant, elle reprend quelques clichés assez communs pris au sérieux sur la figure de Charlemagne, telle qu'elle était présentée aux élèves de cette époque.
La chanson a pour sujet central l'idée fausse voulant que Charlemagne aurait « inventé l'école », qui était répandue lorsqu'elle est sortie, mais le concept de l'école existait bien avant.
L'histoire de la « barbe fleurie » est issue d’une mauvaise traduction du latin et qui apparait dans la Chanson de Roland : les représentations de l’époque le montrent uniquement avec une moustache, tandis que de nombreuses représentations artistiques du XIXe siècle ont doté Charlemagne d’une barbe blanche, symbole de sagesse.